# Empfertshausen
Empfertshausen est une commune allemande de l'arrondissement de Wartburg, Land de Thuringe.

## Géographie
Empfertshausen se situe dans l'Auersberger Kuppenrhön, au sein de la réserve de biosphère, à côté de la Schmerbach, un affluent de la Felda.
| Andenhausen | Brunnhartshausen | Zella/Rhön     |
|             | Empfertshausen   | Diedorf        |
| Tann        |                  | Kaltennordheim |

## Histoire
Empfertshausen est mentionné pour la première fois en 825.
À cause de leur participation à la guerre des paysans, ceux d'Empfertshausen sont condamnés à donner de l'avoine en plus des impôts. La Réforme protestante arrive à Empfertshausen quand le prêtre Nicolaus Dietrich se convertit. L'abbé de Fulda Balthasar von Dernbach fait une tentative de recatholisation en 1570. En 1707, l'abbaye de Fulda tente de nouveau la recatholisation. jusqu'au XVIIIe siècle, il y a des tensions entre les enclaves catholiques, les villages de Zella et Föhlritz, et les autres villages à majorité protestante.
Empferthausen devient un village réputé pour la sculpture sur bois.
Au début de 1945, une partie des peintures des collections d'art de Weimar est placée à Empfertshausen pour échapper aux bombardements. En mars 1946, un général soviétique choisit 22 tableaux particulièrement précieux, y compris ceux des grands maîtres hollandais, et les envoient en URSS. De même, d'autres services soviétiques se servent, d'autres tableaux sont volés. Lorsque le commandement soviétique est dissout en 1948, 68 autres peintures manquent.

## Source de la traduction
- (de) Cet article est partiellement ou en totalité issu de l’article de Wikipédia en allemand intitulé « Empfertshausen » (voir la liste des auteurs).